# 也速答兒
也速答兒（?—?），珊竹（散只兀）氏，元朝将领。纽璘的儿子。

## 生平
至元十一年（1274年），以功臣之子觐见忽必烈，以属西川行枢密院火都赤习兵事，至蜀中，从围南宋嘉定府有功，击败宋朝安抚使昝万寿，授六翼达鲁花赤。至元十五年（1278年），跟随西川行枢密副使不花击败宋朝都统赵安，从破重庆府，俘宋朝制置使张珏，授西川蒙古军马六翼新附军招讨使，转任四川西道宣慰使、都元帅。至元十七年（1280年），会同云南、湖南之兵，攻打亦奚不薛。至元二十年（1283年），讨平亦奚不薛，以功拜四川行省右丞。改四川行枢密院副使，会云南兵平都掌、乌蒙等各族反抗。转任蒙古军都万户，改镇唐兀，进同知四川行枢密院事。至元三十一年（1294年），元成宗即位，拜四川行省平章政事。元武宗时，迁云南行省平章政事，加云南行省左丞相。南征蛮族时，感染瘴毒，回到成都去世。

## 家族
- 曾祖父：孛羅带
  - 祖父：都元帥 太答兒
    - 父：都元帥 紐璘
      - 雲南行省左丞相 也速答兒
        - 子：四川行省平章政事 南加台
          - 孙：四川行省左丞相 答失八都魯
            - 曾孙：太保・中書右丞相 孛羅帖木兒

          - 孙：雲南行省左丞 識里木
          - 孙：左丞 亦只兒不花

        - 子：四川行省左丞 拜延

      - 弟：蒙古軍万户 八剌

## 延伸阅读
[在维基数据编辑]
 《新元史/卷164》，出自柯劭忞《新元史》